# Transvection
Transvection (englisch) bezeichnet in der Genetik einen Einfluss, den ein Allel eines Gens auf seinen homologen Partner auf einem anderen Chromosom ausübt. Transvection kann die Wirkung eines mutierten Allels auf einem anderen Chromosom sowohl abschwächen wie auch verstärken. Transvection tritt nur bei gepaarten Chromosomen auf. Sie wird zu den epigenetischen Prozessen gerechnet.
Transvection ist völlig verschieden von Transfektion; hier kann es aufgrund der ähnlichen Schreibweise zu Verwechslungen kommen.

## Hintergrund
Bei diploiden Organismen liegen die Chromosomen und damit die gesamte Erbinformation in zwei einander entsprechenden Kopien vor. Die Varianten (der Fachbegriff dafür lautet Allele) können dabei untereinander gleich (homozygot) sein oder jedes der Chromosomen trägt ein anderes Allel desselben Gens (Heterozygotie). Im heterozygoten Fall kann ein Allel dominant sein und so den Phänotyp bestimmen, rezessiv und dann keinen Einfluss auf den Phänotyp besitzen, oder beide wirken sich in gewissem Maße aus (intermediär).
In einigen Fällen wird zusätzlich beobachtet, dass die phänotypische Ausprägung eines bestimmten Allels davon abhängt, ob es mit seinem homologen Partner auf dem anderen Chromosom (somatisch) gepaart vorliegt. Eine bestimmte Mutation weist dann zum Beispiel einen geringeren Effekt auf, wenn gepaarte Chromosomen vorliegen, als wenn dieselben Chromosomen ungepaart sind. Der Effekt beruht dabei nicht auf der genetischen Information als solcher (die in allen diesen Fällen gleich ist), sondern rein auf der räumlichen Anordnung der Chromosomen. Der Erste, der einen derartigen Effekt beobachtet und beschrieben hat, war der amerikanische Genetiker Edward B. Lewis. Er beobachtete, dass dieselbe (heterozygote) Mutation des Hox-Gens Ubx bei der Taufliege Drosophila melanogaster je nach Arrangement der Chromosomen einen kleinen oder einen großen Effekt auf den resultierenden Phänotyp haben konnte. Da der Effekt von einem anderen DNA-Strang ausgeht, von Genetikern „trans“ genannt, prägte er dafür den Begriff Transvection.
Seit den Ergebnissen von Lewis in den 1950er Jahren ist Transvection in vielen anderen Fällen nachgewiesen worden, meist anderen mutierten Genen am Modellorganismus Drosophila melanogaster, aber inzwischen auch bei anderen Organismen, darunter Mäusen und Menschen. Ihre generelle Bedeutung für die Genregulation ist aber noch unzureichend verstanden.

## Wirkungsmechanismus
Die Erklärung von Transvection-Effekten wird heute in den Mechanismen der Genregulation gesucht. Die Transkription von Genen wird von anderen DNA-Abschnitten, sogenannten Cis-Elementen, gesteuert, die auf dem DNA-Strang meist räumlich benachbart, aber gelegentlich auch in einiger Entfernung zu den regulierten Genen sitzen. Die verstärkenden (Enhancer) oder abschwächenden (Repressor) Elemente wirken dabei über als Genprodukt gebildete Proteine, sog. Transkriptionsfaktoren, die sich an den DNA-Strang an spezifischer Stelle anheften und so die Genexpression beeinflussen. Im Falle von Transvection nimmt man an, dass Enhancer und Repressoren des einen Chromosoms durch Diffusion das andere Chromosom erreichen und hier in die Genregulation eingreifen können. Da dies nur bei räumlicher Nähe effektiv ist, sind dafür gepaarte Chromosomen die Voraussetzung. Inzwischen sind auch Fälle von reziproker Transvection beschrieben, bei der Enhancer funktionaler (also nicht durch eine Mutation beeinträchtigter) Gene des Wildtyps bei Drosophila die Genexpression am jeweils anderen Chromosom beeinflussen, auch wenn die regulatorische Funktion am selben Strang (von Genetikern cis genannt) nicht beeinträchtigt ist.